# 에스앤더블류 (기업)
주식회사 에스앤더블류(S&W Corp.)는 대한민국의 선박 엔진부품 기업이다. 본사는 부산광역시 사하구 다대로 170번길 29(신평동)에 위치해 있으며 대표이사는 정화섭이다.차세대 복합가스터빈 핵심 부품인 타이타늄 압축기 블레이드 제조기술을 개발하였다

## 상장
2009년 8월 5일에 공모가 6,700원에 코스닥 시장에 상장하였다.

## 참고문헌
1. ↑  한국IR협의회 기술분석보고서-에스앤더블류, 2018. 7. 12[깨진 링크(과거 내용 찾기)]
2. ↑  윤종호, 에스앤더블류, 차세대 복합가스터빈 핵심 부품 국산화 소식에 주가 ‘상한가’, 조세일보, 2023.07.04
3. ↑  최순호, 유진투자증권 small Cap 상장예정 기업분석보고서-에스앤더블류, 2009년 7월 17일